# Something Else (álbum de The Cranberries)
Something Else es un álbum de versiones de la banda irlandesa The Cranberries, publicado el 28 de abril de 2017. El álbum cuenta con diez reversiones acústicas de canciones ya lanzadas en álbumes previos, más tres canciones nuevas - The Glory, Rupture y Why - grabadas con la Irish Chamber Orchestra (Orquesta de Cámara de Irlanda) en la Universidad de Limerick.
El primer sencillo del álbum fue una versión acústica del éxito de la banda de 1993 Linger, publicado el 16 de marzo de 2017.
Something Else es el último álbum de The Cranberries con Dolores O'Riordan como vocalista principal, ya que el 15 de enero de 2018 falleció a los 46 años de edad.

## Recepción de la crítica
Something Else recibió principalmente críticas positivas de los expertos musicales. Neil Z. Yeung, de AllMusic, calificó al álbum con cuatro estrellas de cinco y afirmó que: «Something Else vale la pena para los seguidores fieles, ofreciendo un nuevo giro a canciones que seguramente ya conocen desde el corazón, y es una instantánea fácilmente digerible de su producción del siglo XX para aquellos que necesiten un recordatorio del legado de la querida banda de Limerick.»

## Lista de canciones
Los créditos de escritura están adaptados de BMI y de la ASCAP.

Toda la música compuesta por Dolores O'Riordan y Noel Hogan excepto en las canciones 4, 5, 7, 9 y 13, que son sólo de O'Riordan. 
| N.º   | Título                                   | Duración |  |
| 1.    | «Linger (versión acústica)»              | 4:55     |  |
| 2.    | «The Glory (tema inédito)»               | 5:14     |  |
| 3.    | «Dreams (versión acústica)»              | 4:24     |  |
| 4.    | «When you're Gone (versión acústica)»    | 4:10     |  |
| 5.    | «Zombie (versión acústica)»              | 4:01     |  |
| 6.    | «Ridiculous Thoughts (versión acústica)» | 3:07     |  |
| 7.    | «Rupture (tema inédito)»                 | 4:16     |  |
| 8.    | «Ode to My Family (versión acústica)»    | 4:43     |  |
| 9.    | «Free to Decide (versión acústica)»      | 3:17     |  |
| 10.   | «Just My Imagination (versión acústica)» | 4:02     |  |
| 11.   | «Animal Instinct (versión acústica)»     | 3:39     |  |
| 12.   | «You & Me (versión acústica)»            | 3:33     |  |
| 13.   | «Why (tema inédito)»                     | 5:01     |  |
| 54:22 |                                          |          |  |

## Posiciones en las listas de éxitos
| Lista (2017)                          | Máxima posición |
| ------------------------------------- | --------------- |
| Bélgica (Ultratop flamenca)           | 98              |
| Bélgica (Ultratop valona)             | 29              |
| Alemania (Media Control Charts)       | 60              |
| Irlanda (IRMA)                        | 17              |
| Italian Albums (FIMI)                 | 9               |
| New Zealand Heatseekers Albums (RMNZ) | 8               |
| Escocia (Scottish Albums Chart)       | 12              |
| Reino Unido (UK Albums Chart)         | 18              |